# Metastrangalis denticulata
Metastrangalis denticulata là một loài bọ cánh cứng trong họ Cerambycidae.